# محفز (اقتصاد)

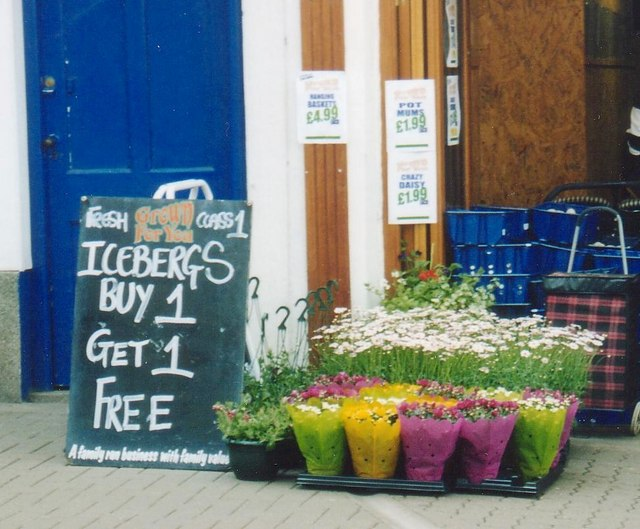

المحفّز هو شيء يدفع الفرد لأداء عمل أو تحقيق أمر معين أو الوصول لهدف  وغاية مرجوة. دراسة التركيبة والهيكلة للمحفزات هي محور الدراسة لجميع الأنشطة الاقتصادية (سواء ذات القرارات المأخوذة فرديا وعبر تعاون ومنافسة في تركيبة مؤسساتية أكبر). ولذلك فإن التحليل الاقتصادي للاختلافات بين المجتمعات (وبين المنظمات داخل المجتمع) هو تمميز الاختلافات بين المحفزات وهيكلتها التي توجه للأفراد المشتركين في هذه الجهود الجماعية. تهدف المحفزات إلى توفير قيمة مقابل المال والمساهمة في نجاح المنظومة.

## تصنيف المحفزات
يمكن تصنيف المحفزات وفقا لطرق مختلفة بحيث تحفز العملاء على اتخاذ فعل معين. واحد التصنيفات المفيدة والأكثر شيوعا  تقسم المحفزات إلى أربع فئات عريضة:
| فئة            | تعريف |
| -------------- | --- |
| محفزات مجزية   | يقال إنها موجودة حيث يتوقع العميل شكل من أشكال المكافأة المادية وخاصة المال في مقابل التصرف بطريقة معينة. |
| محفزات مالية   | يقال إنها موجودة حيث يتوقع العميل شكل من أشكال المكافأة المادية وخاصة المال في مقابل التصرف بطريقة معينة. |
| محفزات معنوية  | يقال إنها موجودة عندما يعتبر خيار معين هو الأمر الصحيح لفعله أو مثيرا للإعجاب على نطاق واسع، أو عندما يكون التصرف بطريقة معينة أمراً غير لائق. الشخص الذي يتصرف بحسب المحفز المعنوي يمكنه توقع الحصول على شعور الاعتزاز بالنفس والايجابية أو حتى الإعجاب من المجتمع؛ الشخص الذي يتصرف ضد المحفز المعنوي يمكن أن يتوقع شعورا بالذنب وإدانة أو حتى النبذ من المجتمع. |
| محفزات إلزامية | يقال إنها موجودة حيث بحيث يتوقع الشخص أن عدم التصرف بطريقة معينة سيؤدي لقوة بدنية ضدهم (أو ذويهم) من قبل الآخرين في المجتمع – على سبيل المثال، عن طريق الألم بالعقاب أو السجن أو مصادرة أو تدمير ممتلكاتهم. |
| محفزات طبيعية  | مثل الفضول أو التدريب العقلي أو البدني أو الإعجاب أو الخوف أو الغضب أو الألم أو الفرح أو السعي وراء الحقيقة أو إمتلاك سلطة على أشياء مثل العالم أو الناس أو النفس. |
| محفزات ذاتية   | مثل الفضول أو التدريب العقلي أو البدني أو الإعجاب أو الخوف أو الغضب أو الألم أو الفرح أو السعي وراء الحقيقة أو إمتلاك سلطة على أشياء مثل العالم أو الناس أو النفس. |

هناك طريقة أخرى شائعة الاستخدام لمصطلح محفز وهو نقيض لمصطلح الإكراه، حيث يعدون فلاسفة الاقتصاد الأخلاقيون أن العمل المدفوع بالمحفز – مثل ريادة الأعمال أو الوظيفة أو العمل التطوعي بدافع محفزات مجزية أو مالية أو معنوية – نقيضاً  للعمل بالإكراه – مثل الرق أو القنانة حيث يكون العمل بدافع التهديد أو العنف والألم  والحرمان. في هذا الاستخدام فإن فئة «المحفزات القسرية» مستبعدة. لكن في هذه المقالة فإن مصطلح «محفز» مستخدم في معناه الواسع والشامل.